# Alessio Cerci
Alessio Cerci (Velletri, 1987. július 23. –) olasz válogatott labdarúgó.

## Statisztika

### Klubcsapatokban
| Klub               | Szezon           | Bajnokság        | Liga  | Liga  | Kupa  | Kupa  | Nemzetközi | Nemzetközi | Egyéb | Egyéb | Összes | Összes |
| Klub               | Szezon           | Bajnokság        | Mérk. | Gólok | Mérk. | Gólok | Mérk.      | Gólok      | Mérk. | Gólok | Mérk.  | Gólok  |
| ------------------ | ---------------- | ---------------- | ----- | ----- | ----- | ----- | ---------- | ---------- | ----- | ----- | ------ | ------ |
| AS Roma            | 2003–04          | Serie A          | 1     | 0     | —     | —     | —          | —          | —     | —     | 1      | 0      |
| AS Roma            | 2004–05          | Serie A          | 2     | 0     | —     | —     | —          | —          | —     | —     | 2      | 0      |
| AS Roma            | 2005–06          | Serie A          | 1     | 0     | 1     | 0     | —          | —          | —     | —     | 2      | 0      |
| AS Roma            | 2009–10          | Serie A          | 9     | 0     | 2     | 0     | 8          | 3          | —     | —     | 19     | 3      |
| AS Roma            | Összesen         | Összesen         | 13    | 0     | 3     | 0     | 8          | 3          | —     | —     | 24     | 3      |
| Brescia (kölcsön)  | 2006–07          | Serie B          | 21    | 0     | 2     | 0     | —          | —          | —     | —     | 23     | 0      |
| Pisa (kölcsön)     | 2007–08          | Serie B          | 26    | 10    | 2     | 0     | —          | —          | —     | —     | 28     | 10     |
| Atalanta (kölcsön) | 2008–09          | Serie A          | 13    | 0     | 1     | 0     | —          | —          | —     | —     | 14     | 0      |
| Fiorentina         | 2010–11          | Serie A          | 24    | 7     | 3     | 1     | —          | —          | —     | —     | 27     | 8      |
| Fiorentina         | 2011–12          | Serie A          | 23    | 5     | 3     | 3     | —          | —          | —     | —     | 26     | 8      |
| Fiorentina         | Összesen         | Összesen         | 47    | 12    | 6     | 4     | —          | —          | —     | —     | 53     | 16     |
| Torino             | 2012–13          | Serie A          | 35    | 8     | —     | —     | —          | —          | —     | —     | 35     | 8      |
| Torino             | 2013–14          | Serie A          | 36    | 13    | 1     | 0     | —          | —          | —     | —     | 37     | 13     |
| Torino             | Összesen         | Összesen         | 71    | 21    | 1     | 0     | —          | —          | —     | —     | 72     | 21     |
| Atlético Madrid    | 2014–15          | La Liga          | 6     | 0     | 1     | 0     | 2          | 1          | —     | —     | 9      | 1      |
| AC Milan (kölcsön) | 2014–15          | Serie A          | 16    | 1     | 2     | 0     | —          | —          | —     | —     | 18     | 1      |
| AC Milan (kölcsön) | 2015–16          | Serie A          | 13    | 0     | 2     | 0     | —          | —          | —     | —     | 15     | 0      |
| AC Milan (kölcsön) | Összesen         | Összesen         | 29    | 1     | 4     | 0     | —          | —          | —     | —     | 33     | 1      |
| Genoa (kölcsön)    | 2015–16          | Serie A          | 11    | 4     | 0     | 0     | —          | —          | —     | —     | 11     | 4      |
| Atlético Madrid    | 2016–17          | La Liga          | 1     | 0     | 1     | 0     | 0          | 0          | —     | —     | 2      | 0      |
| Atlético Madrid    | Összesen         | Összesen         | 7     | 0     | 1     | 0     | 2          | 1          | —     | —     | 11     | 1      |
| Hellas Verona      | 2017–18          | Serie A          | 24    | 3     | 1     | 0     | —          | —          | —     | —     | 25     | 3      |
| Ankaragücü         | 2018–19          | Süper Lig        | 12    | 1     | 4     | 4     | —          | —          | —     | —     | 16     | 5      |
| Salernitana        | 2019–20          | Serie B          | 10    | 0     | 0     | 0     | —          | —          | —     | —     | 10     | 0      |
| Arezzo             | 2020–21          | Serie C          | 15    | 0     | 0     | 0     | —          | —          | —     | —     | 15     | 0      |
| Karrier összesen   | Karrier összesen | Karrier összesen | 310   | 56    | 26    | 8     | 10         | 4          | —     | —     | 346    | 68     |

Jegyzetek
1. ↑  Mérkőzése(i) az Európa Ligában
2. ↑  Mérkőzése(i) a Bajnokok Ligájában

### A válogatottban
| Olaszország | Olaszország | Olaszország |
| Év          | Mérk.       | Gólok       |
| ----------- | ----------- | ----------- |
| 2013        | 9           | 0           |
| 2014        | 5           | 0           |
| Összesen    | 14          | 0           |

## Sikerei, díjai
Olaszország
- Konföderációs kupa bronzérmes (1): 2013